# Taj ul-Alam
Taj ul-Alam, född 1612, död 23 oktober 1675, var regerande sultaninna av sultanatet Aceh på Sumatra från 1641 till 1675. Hon var Acehs fjortonde monark och den första av dess kvinnliga monarker, som regerat efter varandra i femtioåtta år, i en obruten linje från 1641 till 1699.
Hon var dotter till sultan Iskandar Muda av Aceh (död 1636), och gift med sin fars efterträdare, sultan Iskandar Thani. Paret fick inga barn, och vid hennes makes död 1641, valdes hon till att efterträda honom som regerande sultaninna. 
På grund av Acehs muslimska kultur har hennes trontillträde skapat debatt bland historiker om hur det kunde vara möjligt för en kvinna att bestiga tronen. Sydostasiatisk kultur var dock inte lika negativt inställd till kvinnliga härskare som traditionell muslimsk doktrin. Dessutom anses den lokala aristokratin ha stött en kvinnlig regent därför att de uppfattade det som ett sätt att försvaga monarkins auktoritet till förmån för de lokala adliga klanerna efter att hennes far hade berövat dem mycket av deras makt. 
Under hennes regeringstid försvagades också kungamakten kraftigt, och det mesta av makten utanför huvudstaden tillföll de lokala adelsmännen. Samtidigt beskrivs Taj ul-Alam både i lokal tradition och av utländska krönikörer som en populär och framgångsrik regent, under vars styre Aceh upplevde en tid av fred och blomstring. Hon beskrivs som from och dygdig, uppmuntrade en kulturell renässans av muslimsk litteratur vid hovet och försvarade landets självständighet trots en långvarig konflikt med holländarna. 
Hon avled barnlös och efterträddes av sultaninnan Nurul Alam Naqiatuddin Syah. 